# Jan Holeš
Jan Holeš (* 21. dubna 1973, Vítkov) je český romanista a vysokoškolský pedagog.

## Vzdělání
Po gymnáziu ve Vítkově studoval v letech 1991–1997 angličtinu a francouzštinu na Filozofické fakultě Univerzity Palackého v Olomouci. V roce 2000 obhájil tamtéž disertační práci Quelques remarques sur la motivation du lexique en français, v roce 2002 rigorózní práci Francouzská sémantika. V roce 2003 se habilitoval v oboru francouzský jazyk na Filozofické fakultě Univerzity Palackého v Olomouci.

## Život a akademická činnost
Pracoval jako středoškolský učitel, poté v letech 2001–2016 na Filozofické fakultě Univerzity Palackého v Olomouci. V letech 2005–2016 působil na Filologické fakultě, Fakultě humanitních vied a Filozofické fakultě Univerzity Mateja Bela v Banské Bystrici. V letech 2009–2011 a od roku 2016 na Filozofické fakultě Ostravské univerzity v Ostravě.
Zaměřuje se na problematiku jazykového znaku a na zvláštnosti francouzštiny mimo Francii. Vede přednášky z francouzské sémantiky, historického vývoje francouzštiny, francouzské fonetiky a fonologie, dějin lingvistiky a lexikologie. V letech 2005–2014 byl garantem programu Francouzská filologie na Filologické fakultě Univerzity Mateja Bela v Banské Bystrici. Do roku 2016 byl garantem programů Francouzština se zaměřením na aplikovanou ekonomii a Odborná francouzština pro hospodářskou praxi na Filozofické fakultě Univerzity Palackého v Olomouci. Od roku 2017 je garantem programu Francouzská filologie na Filozofické fakultě Ostravské univerzity. Vede dizertační práce v oboru románské jazyky, z nichž některé vyšly knižně (Jan Lazar, Jazyk chatu, 2009, Univerzita Palackého v Olomouci a Martin Pleško, La féminisation linguistique en Belgique, en France, au Québec et en Suisse: état des lieux, 2015, Univerzita Palackého v Olomouci).

## Dílo
- Holeš, Jan: Francouzská sémantika. Univerzita Palackého, Olomouc, 2002, 206 s.
- Černý, Jiří – Holeš, Jan: Sémiotika. Portál, Praha, 2004, 363 s.
- Holeš, Jan – Kadlec, Jaromír: Francouzština v Evropě. Univerzita Palackého, Olomouc, 2005, 204 s.
- Kadlec, Jaromír – Holeš, Jan: Francouzština na americkém kontinentě. Univerzita Palackého, Olomouc, 2006, 244 s.
- Černý, Jiří – Holeš, Jan: Kdo je kdo v dějinách české lingvistiky, Praha: Libri, 2008, 739 s.[11]
- Chovancová, Katarína a kol.: Terminológia slovies, Banská Bystrica: Univerzita Mateja Bela, 2011, 234 s.
- Holeš, Jan – Kadlec, Jaromír: Jazyková politika frankofonních zemí, Olomouc: UP, 2012, 326 s.
- Voždová, Marie a kol.: Mnohotvárnost téhož aneb Podoby francouzského umění, Olomouc: UP, 2013, 183 s.
- Kadlec, Jaromír – Holeš, Jan: Francouzština a kreolštiny v Louisianě, Karibiku a Jižní Americe, Olomouc: UP, 2014, 226 s.
- Voždová, Marie – Holeš, Jan, éds.: Les faces multiples de l’identité culturelle française, Olomouc: UP, 2015, 77 s.
- Pleško, Martin – Holeš, Jan: Quelle féminisation linguistique pour l’Afrique francophone ? Le cas du discours administratif en Algérie, au Maroc, en Mauritanie et en Tunisie. Ostrava: Ostravská univerzita, 2018, 136 s.

## Členství v komisích a odborných organizacích
Od roku 2019 je vedoucím redaktorem Studia Romanistica. V letech 2002-2016 byl redaktorem některých svazků Romanica Olomucensia. Je členem recenzní rady Časopisu pro moderní filologii. Je členem oborových rad doktorských studijních programů (Filozofická fakulta Univerzity Karlovy v Praze, Filozofická fakulta Univerzity Palackého v Olomouci) a Vědecké rady Filozofické fakulty Ostravské univerzity.